# کمیستری (آلبوم کلی کلارکسون)
کمیستری (انگلیسی: Chemistry) دهمین آلبوم استودیویی خوانندهٔ آمریکایی کلی کلارکسون است. این آلبوم در ۲۳ ژوئن ۲۰۲۳ از طریق آتلانتیک رکوردز منتشر شد. کمیستری به‌وسیلهٔ همکاران طولانی‌مدت کلارکسون، جیسون هالبرت و جسی شاتکین و همچنین تهیه‌کنندگان تازه‌وارد، اریک سرنا و ریچل اورشر تهیه شده‌است. در این آلبوم استیو مارتین و شیلا ئی.. به‌عنوان هنرمندان مهمان حضور دارند. دو تک‌آهنگ «مال خودم» و «من» برای تبلیغِ آلبوم منتشر شد.
به گفته کلارکسون، کمیستری «قوس یک رابطهٔ کامل» را توضیح می‌دهد و هر احساسی که شخص از آغاز تا پایان تجربه می‌کند را به نمایش می‌گذارد. این آلبوم نقدهای عموما مثبتی از طرف منتقدان دریافت کرد. کلارکسون برای پشتیبانی از این آلبوم، نخستین اقامت کنسرتی خود را از ۲۸ جولای تا ۱۹ اوت ۲۰۲۳ به مدت ده شب در لاس وگاس اجرا کرد.